# 月光仙台號、月光東京號列車

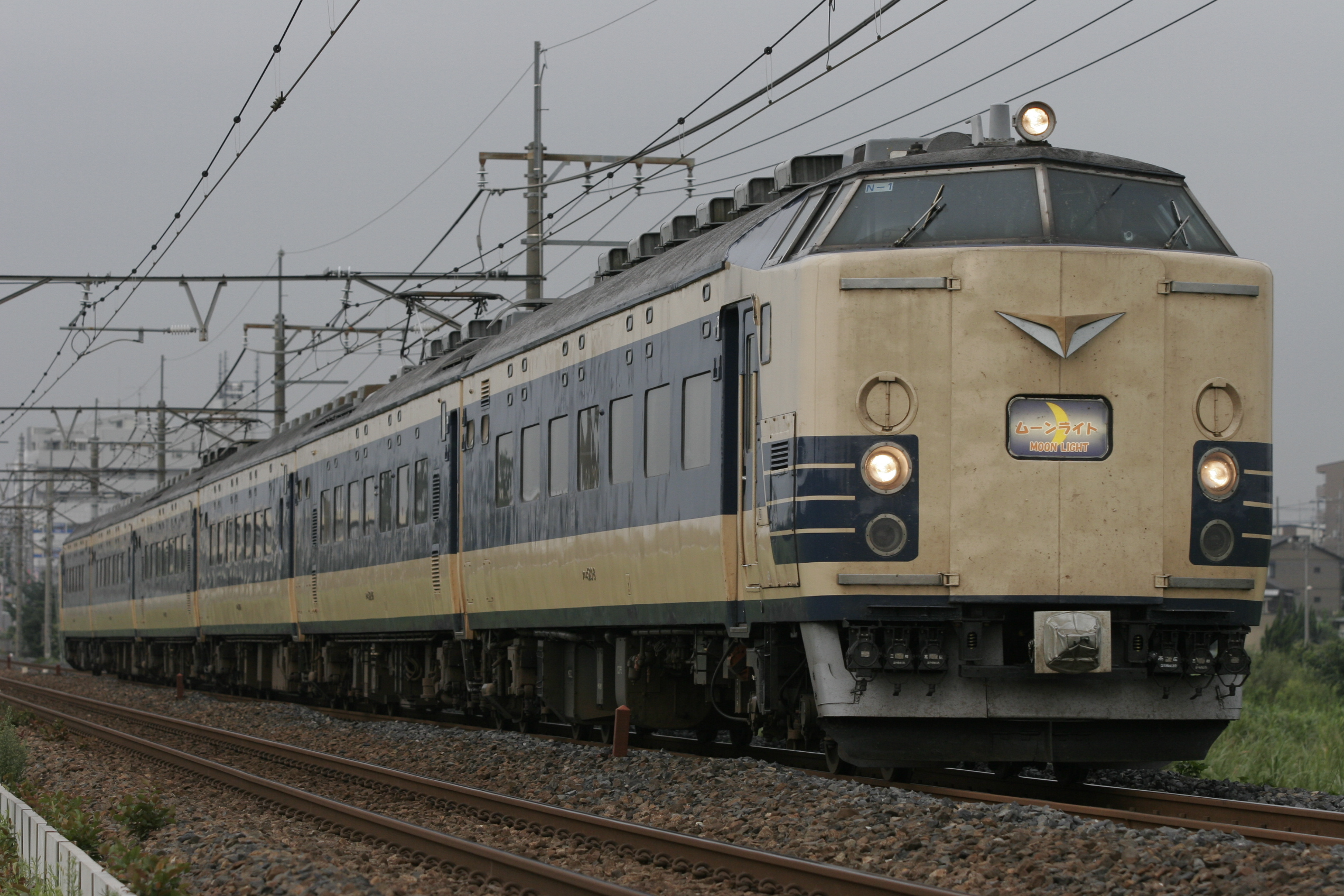
月光東京

月光仙台（日语： Moonlight Sendai */?）號和月光東京（日语： Moonlight Tōkyō */?）號列車是由東日本旅客鐵道（JR東日本）運行於東京站至仙台站之間的臨時列車夜行快速列車，途經京葉線、武蔵野線和東北本線。當中，上行前往東京的班次名為「月光東京」，下行前往仙台的班次名為「月光仙台」
另外，此條目也記述於2006年前行走的快速列車滑雪道藏王（日语：／），以及其他使用583系，行走於東北與關東之間的臨時夜行快速列車。

## 遷變
東京站至仙台站之間的夜行列車需求量大，在過去曾經設有寢台急行「新星」和急行「松島」行走。在東北新幹線開通後也有於青森到發的夜行急行「八甲田」（經東北本線）和「十和田」（經常磐線）行走。
但是，1985年3月東北新幹線延長至上野時，「十和田」降級至臨時列車。在國鐵分割民營化後的1993年12月，「八甲田」也降級為臨時列車。東北本線的定期急行列車全部廢除。隨後在翌年1994年夏季，「十和田」結束行走。「八甲田」隨著寢台特急「白鶴」加強服務而於1998年夏季後結束行走。
另一方面，首都圈至新潟縣之間於1988年起開設了定期夜行快速列車「月光越後」。因此正在檢討在仙台地區是否可以有同樣的列車行走。當中由於行走區間中設有直流1,500V和交流20kV兩種供電區間，需要一列交直兩用電動列車或交直流電力機車來行走這區間，因此較困安排車輛行走。
同時，2002年東北新幹線盛岡站至八戶站開通，「初雁」和「白鶴」取消，行走臨時「初雁」、「白鶴」所使用的青森運輸所（現時：青森車輛中心）所屬的583系電動列車過剩。因此便把1抽6卡編成的列車轉移至仙台運輸所（現時：仙台車輛中心）。並在2003年夏天使用該車輛行走臨時快速列車。
在2003至2005年行走的「月光東京」，在2004年、2005年行走的「月光仙台」中，均途經京葉線和武藏野線，當中停靠舞濱站也方便東京迪士尼度假區的乘客，但是利用率卻不如理想。後述提及除了包車外，於2005年後不再行走。在2006年以後開始使用583系行走主題性的臨時列車、包車與團體列車，例如「滑雪道藏王」或後述的臨時列車。
「滑雪道藏王」是2001年年初前，毎年冬季才行走的臨時寢台急行列車「Spur藏王（在2000年冬季的列車愛稱改為高原藏王）」之替代列車。該列車在2007年起變為團體專用列車，在2011年也有行走。

## 運行狀況
所有日期取自列車出發站日子為準。

### 主要共通事項
- 「月光東京」逢星期五出發，「月光仙台」逢星期六出發。
- 在宇都宮站、白河站和矢吹站長時間運輸停車。

此外也設有包車班次，當中包括仙台、福島、郡山地區來往東京的車票與東京迪士尼度假區門票組成套票出售，這些列車班次與一般班次相近。在這個情況，乘客不需要持有普通車票+指定席票。

### 使用車輛
583系電動列車
- 當初為6卡編成，3卡為禁煙車廂。在2007年3月18日起所有車廂均禁煙。
- 所有車廂都是普通車廂，並且為座位指定席制。但是除了「月光仙台、東京」以外的列車，使用車輛的彈性較靈活，例如車內會提供臥鋪的座位（不提供毯子和枕套），這些座位名稱為「戈倫和座位」，使乘客只需支付指定席費用便可享受臥鋪列車的服務。

### 不同年度的運行狀況

#### 2003年
- 在夏季行走的臨時列車中，上下行的列車愛稱也是「月光東京」，在東京站至大宮站之間途經京葉線和武藏野線。
- 在年尾開設了「月光松島」。列車從上野站出發，經東北本線前往仙台站。列車只有下行班次。

#### 2004年
- 在冬季的滑雪臨時列車中，設有「高原藏王」的替代列車「滑雪道藏王」。列車從大船站出發，途經橫須賀線、湘南新宿線、東北本線和仙山線，前往山形站。列車只有下行班次。
- 在夏季起，上下行的列車名稱變更。在5月7日 - 6月12日、7月2日 - 9月25日的星期五，前往東京的列車名為「月光東京」，星期六前往仙台的列車名為「月光仙台」。
- 在6月18日和25日，開設了「戈倫和櫻桃山形」，路線與「滑雪道藏王」相同，都是前往山形。在6月19日和26日開設了前往大船的「月光橫濱」。
- 在12月起的「冬季青春18車票季節」中，開設了「滑雪道藏王」。

#### 2005年
- 在1月7日至2月4日的星期五，以及2月10日、2月18日和2月25日開設了「滑雪道藏王」。
- 在3月18日至4月2日、5月6日至6月11日、7月15日至8月20日和9月2日至9月17日的星期五開設了「月光東京」，星期六開設「月光仙台」。
- 在7月27日（以出發日作準）開設了「義經」，列車從鎌倉站前往平泉站，途經橫須賀線、新鶴見信號場（日语：新鶴見信号場）、東海道本線、武藏野線和東北本線。只有下行班次。

#### 2006年
- 在1月6日至2月24日的星期五開設了「滑雪道藏王」。
- 在7月28日的星期五開設了「奧之細道號」，列車從小田原站單向前往山形站。

#### 2007年
- 該年的「滑雪道藏王」變為團體專用列車。列車於1月5日至2月23日的星期五行走。
- 在3月2日至3日開設了「戈倫和菜花」，列車行走於仙台站至安房鴨川站之間，途經武藏野線、京葉線和外房線。當時583系首次駛入外房線。

#### 2008年
- 在1月11日至2月29日的星期五開設了團體專用列車「滑雪道藏王」。

#### 2009年
- 在1月9日至2月27日的星期五開設了團體專用列車「滑雪道藏王」。

#### 2010年
- 在1月8日至2月26日的星期五開設了團體專用列車「滑雪道藏王」。

#### 2011年
- 在1月7日至2月25日的星期五開設了團體專用列車「滑雪道藏王」。

### 停車站
| \| 路線名稱 \| 外房 \| 外房 \| 橫 \| 東海道本線 \| 東海道本線 \| 東海道本線 \| 東海道本線 \| 東海道本線 \| 東海道本線 \| 東海道本線 \| 東海道本線 \| 山 \| 京葉 \| 京葉 \| 武藏野線 \| 武藏野線 \| 武藏野線 \| 武藏野線 \| 東北本線 \| 東北本線 \| 東北本線 \| 東北本線 \| 東北本線 \| 東北本線 \| 東北本線 \| 東北本線 \| 東北本線 \| 仙山線 \| 仙山線 \| 仙山線 \| \| 站名 \| 安房鴨川 \| 勝浦 \| 鎌倉 \| 小田原 \| 國府津 \| 平塚 \| 茅崎 \| 藤澤 \| 大船 \| 戶塚 \| 橫濱 \| 新宿 \| 東京 \| 舞濱 \| 西國分寺 \| 新秋津 \| 北朝霞 \| 西船橋 \| 大宮 \| 郡山 \| 二本松 \| 福島 \| 白石 \| 岩沼 \| 仙台 \| 一之關 \| 平泉 \| 面白山高原 \| 山寺 \| 山形 \| \| 月光 仙台･東京 \| ＝ \| ＝ \| ＝ \| ＝ \| ＝ \| ＝ \| ＝ \| ＝ \| ＝ \| ＝ \| ＝ \| ＝ \| ● \| ● \| ＝ \| ＝ \| ＝ \| - \| ● \| ● \| - \| ● \| - \| - \| ● \| ＝ \| ＝ \| ＝ \| ＝ \| ＝ \| \| 滑雪道藏王 (2006年冬季) \| ＝ \| ＝ \| ＝ \| ＝ \| ＝ \| ＝ \| ＝ \| ＝ \| ● \| ● \| ● \| ● \| ＝ \| ＝ \| ＝ \| ＝ \| ＝ \| ＝ \| ● \| - \| ● \| - \| ● \| - \| ● \| ＝ \| ＝ \| ● \| - \| ● \| \| 奧之細道 \| ＝ \| ＝ \| ＝ \| ● \| ● \| ● \| ● \| ● \| ● \| ● \| ● \| ＝ \| ＝ \| ＝ \| ● \| ● \| - \| ＝ \| ● \| - \| - \| - \| - \| - \| ● \| ＝ \| ＝ \| - \| ● \| ● \| \| 義經 \| ＝ \| ＝ \| ● \| ＝ \| ＝ \| ＝ \| ＝ \| ＝ \| ● \| - \| ● \| ＝ \| ＝ \| ＝ \| ● \| ● \| ● \| ＝ \| ● \| - \| - \| - \| - \| - \| ● \| ● \| ● \| ＝ \| ＝ \| ＝ \| \| 戈倫和菜花 \| ● \| ● \| ＝ \| ＝ \| ＝ \| ＝ \| ＝ \| ＝ \| ＝ \| ＝ \| ＝ \| ＝ \| ＝ \| ＝ \| ＝ \| ＝ \| ＝ \| ● \| - \| ● \| - \| ● \| ● \| ● \| ● \| ＝ \| ＝ \| ＝ \| ＝ \| ＝ \| |          |      |      |            |            |            |            |            |            |            |            |      |      |      |          |          |          |          |          |          |          |          |          |          |          |          |          |            |        |        |
| 圖例 - ●：停車站 - ―：通過站 - ＝：不途經 備註 - 外房：外房線 - 橫：橫須賀線 - 山：山手線 - 京葉：京葉線 |          |      |      |            |            |            |            |            |            |            |            |      |      |      |          |          |          |          |          |          |          |          |          |          |          |          |          |            |        |        |
| 路線名稱 | 外房     | 外房 | 橫   | 東海道本線 | 東海道本線 | 東海道本線 | 東海道本線 | 東海道本線 | 東海道本線 | 東海道本線 | 東海道本線 | 山   | 京葉 | 京葉 | 武藏野線 | 武藏野線 | 武藏野線 | 武藏野線 | 東北本線 | 東北本線 | 東北本線 | 東北本線 | 東北本線 | 東北本線 | 東北本線 | 東北本線 | 東北本線 | 仙山線     | 仙山線 | 仙山線 |
| 站名 | 安房鴨川 | 勝浦 | 鎌倉 | 小田原     | 國府津     | 平塚       | 茅崎       | 藤澤       | 大船       | 戶塚       | 橫濱       | 新宿 | 東京 | 舞濱 | 西國分寺 | 新秋津   | 北朝霞   | 西船橋   | 大宮     | 郡山     | 二本松   | 福島     | 白石     | 岩沼     | 仙台     | 一之關   | 平泉     | 面白山高原 | 山寺   | 山形   |
| 月光 仙台･東京 | ＝       | ＝   | ＝   | ＝         | ＝         | ＝         | ＝         | ＝         | ＝         | ＝         | ＝         | ＝   | ●    | ●    | ＝       | ＝       | ＝       | -        | ●        | ●        | -        | ●        | -        | -        | ●        | ＝       | ＝       | ＝         | ＝     | ＝     |
| 滑雪道藏王 (2006年冬季) | ＝       | ＝   | ＝   | ＝         | ＝         | ＝         | ＝         | ＝         | ●          | ●          | ●          | ●    | ＝   | ＝   | ＝       | ＝       | ＝       | ＝       | ●        | -        | ●        | -        | ●        | -        | ●        | ＝       | ＝       | ●          | -      | ●      |
| 奧之細道 | ＝       | ＝   | ＝   | ●          | ●          | ●          | ●          | ●          | ●          | ●          | ●          | ＝   | ＝   | ＝   | ●        | ●        | -        | ＝       | ●        | -        | -        | -        | -        | -        | ●        | ＝       | ＝       | -          | ●      | ●      |
| 義經 | ＝       | ＝   | ●    | ＝         | ＝         | ＝         | ＝         | ＝         | ●          | -          | ●          | ＝   | ＝   | ＝   | ●        | ●        | ●        | ＝       | ●        | -        | -        | -        | -        | -        | ●        | ●        | ●        | ＝         | ＝     | ＝     |
| 戈倫和菜花 | ●        | ●    | ＝   | ＝         | ＝         | ＝         | ＝         | ＝         | ＝         | ＝         | ＝         | ＝   | ＝   | ＝   | ＝       | ＝       | ＝       | ●        | -        | ●        | -        | ●        | ●        | ●        | ●        | ＝       | ＝       | ＝         | ＝     | ＝     |

## 列車愛稱的由來
月光仙台、月光東京、月光橫濱
以晚上的形象「月光」，配以列車目的地組合起來。
月光松島
以晚上的形象「月光」，配以宮城縣的名勝松島組合起來。
滑雪道藏王（日语：蔵王）
取自滑雪場內的滑雪道「Gelände」，加上雪質良好和知名的的滑雪場「藏王」組合而成。讓滑雪客得知列車的目的地。
戈倫和櫻桃山形
上述提及583系某些班次提供「戈倫和座位」，配以山形縣的特產櫻桃組合而成。
義經
列車行走與源義經有關的地點鎌倉和平泉之間。當年NHK大河劇「義經」播映，因此鎌倉和平泉受到注目而開辨。
奧之細道號
奧之細道中許多俳句都寫在目的地山形附近。
戈倫和菜花
上述提及583系某些班次提供「戈倫和座位」，配以房總半島的特產菜花組合而成。

## 注腳
1. ↑  ムーンライト仙台号乗車記 （页面存档备份，存于）（日語）

## 外部連結
- ほどちゃんの島 − 快速月光東京/快速月光仙台 （页面存档备份，存于）（日語）
- ほどちゃんの島 − 戈倫和櫻桃山形/月光橫濱 （页面存档备份，存于）（日語）
- ほどちゃんの島 − 快速滑雪道藏王 （页面存档备份，存于）（日語）
- ほどちゃんの島 − 快速奧之細道號 （页面存档备份，存于）（日語）